# Bolinopsis infundibulum
Bolinopsis infundibulum är en kammanetart som först beskrevs av Otto Friedrich Müller 1776.  Bolinopsis infundibulum ingår i släktet Bolinopsis och familjen Bolinopsidae. Det är osäkert om arten förekommer i Sverige. Inga underarter finns listade i Catalogue of Life.

## Bildgalleri

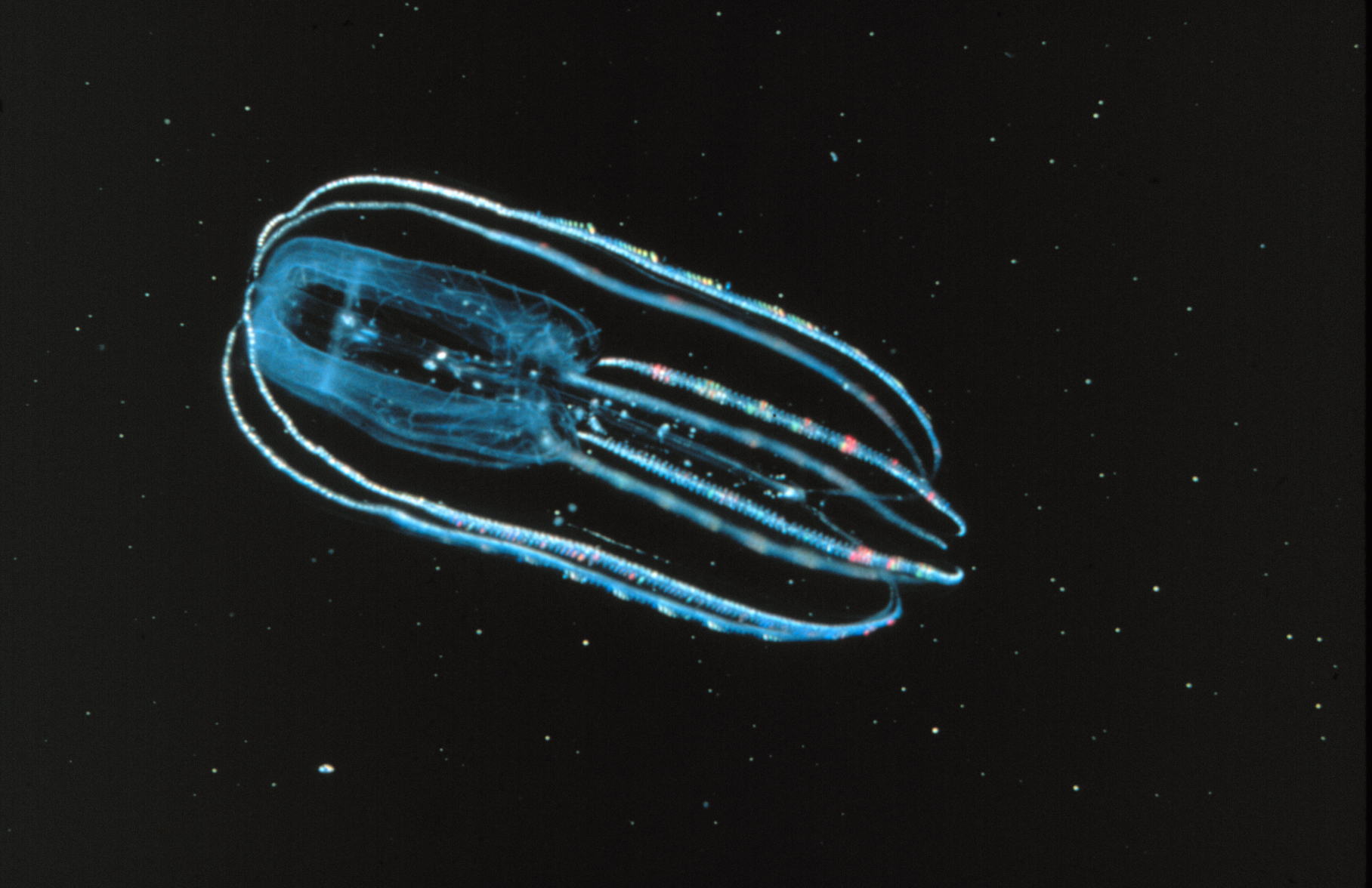